# Bazeilles
Bazeilles là một xã trong tỉnh Ardennes, thuộc vùng Grand Est của nước Pháp, có dân số là 1879 người (thời điểm 1999).

## Thông tin nhân khẩu
| 1962  | 1968  | 1975  | 1982  | 1990  | 1999  |
| ----- | ----- | ----- | ----- | ----- | ----- |
| 1.318 | 1.337 | 1.376 | 1.708 | 1.599 | 1.879 |